# 金喆
金 喆（キム・チョル、朝鮮語: 김철、1896年9月6日または1898年9月6日 - 1978年3月21日）は、日本統治時代の朝鮮および大韓民国の教員、ジャーナリスト、独立運動家、政治家。制憲・第3代韓国国会議員。
異名は金千根。

## 経歴
慶尚北道慶州郡出身。漢文修学を経て慶州私立桂南学校、大邱啓聖中学校、東京主計学校卒。中央大学法科専門部修了または中退。1919年、慶州で三・一運動の太極旗デモを主導したため、保安法違反で懲役4か月の刑を受け、大邱監獄で服役した。慶州桂南学校教員、新聞記者を務めたほか、1923年からは新幹会慶州支部長、軍政庁慶州郡顧問、大韓独立促成国民会慶州郡支部長・中央本部常務委員、民族統一総本部慶州郡事務局長、韓国民族代表者大会正代表、国会議員2期を務めた。
1978年3月21日、慶州市内の自宅で持病により死去。享年83。